# Willie Smits
Willie (W.T.M.) Smits (Weurt, 22 februari 1957) is een Indonesische bosbouwkundige, dierenrechtenactivist en natuurbeschermer van Nederlandse afkomst. Hij woont tegenwoordig in Tomohon (Noord-Celebes), waar hij onder meer betrokken is bij het herstel en de bescherming van de natuur in samenwerking met de lokale bevolking. Smits begon zijn werkzaamheden in 1985 op een wetenschappelijk onderzoekstation in Samboja nabij Balikpapan in de Indonesische provincie Oost-Kalimantan. Begin jaren 90 was hij teamleider van het Tropenbos Kalimantan Project in Indonesië, een internationaal samenwerkingsverband tussen het Indonesische ministerie van bosbouw en de Stichting Tropenbos. De bosbouwer Smits is zich daar steeds meer gaan richten op de opvang en de overleving van de bedreigde mensaap orang-oetan. Als directeur van de Gibbon Foundation richtte hij in Indonesië een netwerk op van opvangstations voor in beslag genomen beschermde dieren. Verder ontwierp, bouwde en beheerde hij het Schmutzer Primatencentrum in de dierentuin van Jakarta.
Smits is door president Soeharto benoemd tot ahli, een hoge adviespost aan het ministerie van bosbouw. In deze hoedanigheid heeft Smits in de jaren 90 als lid van enkele Indonesische delegaties "goodwill bezoeken" gebracht aan onder andere het Europese parlement en het Amerikaanse Congres. Het feit dat de zogenaamde onafhankelijkheid van een Nederlandse wetenschapper gebruikt werd om de Indonesische visie op de bosbouwpraktijken uit te dragen is hem destijds op veel kritiek komen te staan.

## Opleiding
Smits studeerde aan de Landbouwuniversiteit Wageningen tropische bosbouw. Voor zijn doctoraalstudie en zijn latere proefschrift deed Willie Smits onderzoek in Balikpapan op Oost-Kalimantan. Hij promoveerde in Wageningen op een proefschrift over de symbiose tussen mycorrhiza en wortels van de Dipterocarpaceae.

## Onderzoeksstation Wanariset
Smits begon zijn werkzaamheden in 1985 als student tropische bosbouw op het nabij Balikpapan gelegen onderzoeksstation Wanariset I, een samenvoeging van de Indonesische woorden waringin en riset (van het Engelse woord research, onderzoek). Het bestaat uit enkele kantoorgebouwen met onder andere een klein laboratorium en een herbarium en daarnaast een kwekerij, die ook gebruikt wordt als proeftuin.
Vanwege zijn belangstelling voor orang-oetans liet hij bij de Wanariset kooien bouwen voor de opname van zieke en gezonde apen. De eerste twee apen waren afkomstig uit een kooi achter Smits' woning in Balikpapan. Het is de bedoeling dat opgenomen apen zo veel mogelijk weer uitgezet worden in het relatief goed bewaakte Sungai Wain-bos. De Wanariset biedt onderdak aan enkele honderden in beslag genomen orang-oetans, voornamelijk afkomstig uit de illegale dierensmokkel. Naar schatting zijn er anno 2008 ongeveer 1300-1500 jonge orang-oetans uitgezet. Er werkten in 2008 zo'n 35 mensen bij het orang-oetangproject.
Over Smits' werk met de orang-oetans schreef de journalist Gerd Schuster met Smits en de fotograaf Jay Ullal in 2008 een boek, de denkers van de jungle. Het verscheen ook in het Duits en in het Engels. Daarnaast is bij het boek een Live-Doku op dvd uitgekomen..

## Overige werkzaamheden
Smits heeft zich als bosbouwer sinds het midden van de jaren 80 beziggehouden met de studie van mycorrhiza's (schimmels) die de meranti-boom helpen met de opname van water en voedingsstoffen uit de bodem. Door het gebruik van deze myccorhiza's slaagde hij erin jonge stekjes sneller te laten groeien. Verder is hij voorzitter van de Gibbon Foundation en adviseur voor het Indonesian Orangutan Survival Program. Smits promoot al decennia het gebruik van palmsuiker, omdat dit in zijn visie milieuvriendelijker te produceren is dan rietsuiker en de suiker leverende arenpalm aan kleine boeren een inkomen kan verschaffen. Om dat beter mogelijk te maken, heeft hij de Village Hub ontworpen: een installatie, die behalve suiker ook bio-ethanol, elektriciteit, schoon water, grondverbeteraar en veevoeder produceert.

## Erkenning
Smits ontving onder meer als eerste niet-Indonesiër de Satya Lencana Pembangunan Award (1998) en werd in Nederland koninklijk onderscheiden voor zijn behoud-werkzaamheden.

## Televisie
Smits was te zien in verschillende documentaires, zoals:
- Flames of Extinction (CNN)
- Orangutan Rescue (BBC)
- The Disenchanted Forest (National Geographic Channel)
- Stille Rampen (IKON)

Verdere televisieoptredens:
- Op 13 mei 2008 was hij te gast bij Pauw & Witteman om over zijn werk met de orang-oetans en natuurbeheer te vertellen
- Willie Smits restores a rainforest, een TED.com-presentatie, februari 2009
- KRO De Reünie, aflevering Mgr. Zwijsen College Veghel, april 2011[3]
- Animalitis, programma op de Vlaamse zender 1, november 2019